# Dánia az 1948. évi téli olimpiai játékokon
Dánia a svájci St. Moritzban megrendezett 1948. évi téli olimpiai játékok egyik részt vevő nemzete volt. Az országot az olimpián 2 sportágban 2 sportoló képviselte, akik érmet nem szereztek. Dánia először vett részt a téli olimpiai játékokon.

## Műkorcsolya
| Versenyző        | Versenyszám  | Kötelező elemek   | Kötelező elemek | Kűr               | Kűr   | Összesítés                     | Összesítés                     | Összesítés                     | Összesítés                     | Összesítés                     | Összesítés                     | Összesítés                     | Összesítés                     | Összesítés                     | Összesítés        | Összesítés  | Összesítés | Összesítés |
| Versenyző        | Versenyszám  | Kötelező elemek   | Kötelező elemek | Kűr               | Kűr   | Helyezési pontszámok bírónként | Helyezési pontszámok bírónként | Helyezési pontszámok bírónként | Helyezési pontszámok bírónként | Helyezési pontszámok bírónként | Helyezési pontszámok bírónként | Helyezési pontszámok bírónként | Helyezési pontszámok bírónként | Helyezési pontszámok bírónként | Több. hely. száma | Hely. össz. | Pont       | Helyezés   |
| Versenyző        | Versenyszám  | Több. hely. száma | Hely.           | Több. hely. száma | Hely. | 1                              | 2                              | 3                              | 4                              | 5                              | 6                              | 7                              | 8                              | 9                              | Több. hely. száma | Hely. össz. | Pont       | Helyezés   |
| ---------------- | ------------ | ----------------- | --------------- | ----------------- | ----- | ------------------------------ | ------------------------------ | ------------------------------ | ------------------------------ | ------------------------------ | ------------------------------ | ------------------------------ | ------------------------------ | ------------------------------ | ----------------- | ----------- | ---------- | ---------- |
| Per Cock-Clausen | Férfi egyéni | 5×14+             | 15.             | 9×16+             | 16.   | 15,0                           | 16,0                           | 16,0                           | 16,0                           | 16,0                           | 15,0                           | 15,0                           | 10,0                           | 16,0                           | 9×16+             | 135,0       | 1309,8     | 16.        |

## Gyorskorcsolya
| Versenyző     | Versenyszám | Eredmény | Helyezés |
| ------------- | ----------- | -------- | -------- |
| Aage Justesen | 500 m       | 46,4     | 29.**    |

** - két másik versenyzővel azonos eredményt ért el